# Caroline Andersson
Caroline Andersson (Halmstad, 29 luglio 2001) è una ciclista su strada e ciclocrossista svedese che corre per il team Liv AlUla Jayco. È attiva in formazioni UCI dal 2021, e ha partecipato ai Giochi olimpici di Parigi 2024.

## Palmarès

### Ciclocross
- 2023-2024

Campionati svedesi, prova Elite
- 2024-2025

Campionati svedesi, prova Elite

## Piazzamenti

### Grandi Giri
- Tour de France

2023: 45ª
2024: 34ª
- Vuelta a España

2023: 33ª
2024: 32ª

### Competizioni mondiali
- Campionati del mondo su strada

Innsbruck 2018 - In linea Junior: 63ª
Fiandre 2021 - In linea Elite: ritirata
Wollongong 2022 - In linea Elite: ritirata
Zurigo 2024 - In linea Elite: 16ª
- Campionati del mondo di ciclocross

Hoogerheide 2023 - Staffetta mista: 10ª
Hoogerheide 2023 - Under-23: 22ª
- Giochi olimpici

Parigi 2024 - In linea: 14ª

### Competizioni continentali
- Campionati europei su strada

Plouay 2020 - In linea Under-23: ritirata
Trento 2021 - In linea Under-23: ritirata
Anadia 2022 - In linea Under-23: 17ª
Drenthe 2023 - In linea Under-23: 13ª
Limburgo 2024 - Cronometro Elite: 19ª
Limburgo 2024 - In linea Elite: 21ª